# Safareig públic (la Selva de Mar)
El Safareig públic és una obra de la Selva de Mar (Alt Empordà) inclosa a l'Inventari del Patrimoni Arquitectònic de Catalunya, situat al sud del nucli urbà de la Selva de Mar, a la riba esquerra de la riera de la Selva i relativament proper a la Font Mollor i a la Font dels Lledoners.

## Descripció
És un safareig públic de planta en forma de "L", format per dos dipòsits de planta rectangular i construït amb pedres sense treballar lligades amb ciment. Està arrebossat i amb els pedrissos de lloses. Els dipòsits s'estructuren a dos nivells, un de superior descobert, on raja l'aigua per un canaló. Des d'aquest, l'aigua cau al safareig gran. L'aigua sobrant va a parar a la riera per un petit rec. Per protegir el safareig dels esllavissaments del marge s'hi construí una llarga paret de traçat lleugerament el·líptic, bastida amb rebles lligats amb morter i acabada en esquena d'ase.

## Història
El safareig actual "fou construït l'any 1926 essent alcalde Pere Coromines… Va costar, segons acta, 847,90 pessetes." (J.Quintana, op.cit.). Prop del safareig, vora el camí de "sota el Marge" i la riera, es veuen restes d'un grup de basses per amarar calç.